# Ржанда, Честмир
Честмир Ржанда (чеш. Čestmír Řanda; 5 декабря 1923, Рокицани, Чехословакия — 31 августа 1986, Прага, ЧССР) — чешский и чехословацкий актёр театра и кино, театральный режиссёр. Заслуженный артист ЧССР (1978).

## Биография
Театром увлекался со студенческих лет. В 1944 году получил диплом инженера-механика. Работая по специальности, принимал участие в любительских театральных постановках. Поэтому не удивительно, что в 1945 году по рекомендации Ярослава Прухи, поступил на отделение драмы Пражской консерватории, которую окончил в 1948 году.
Будучи студентом, играл на сцене Пражского Национального театра, где также учился в театральной школе. Продолжил учёбу в Академии исполнительских искусств в Праге.
В 1948—1960 годах работал в Театре Йозефа Каетана Тыла в Пльзене; в 1950—1952 годах — служба в армии, в 1960—1966 годах — в «Театре на Виноградах», с 1966 года до самой смерти играл в труппе Пражского Национального театра. В 1969—1970 годах был руководителем Национального театра.
В 1953 году дебютировал в кино. Вскоре стал очень популярен и любим зрителями. Сыграл в более чем 150 фильмах и сериалах.
Работал на радио и телевидении. Мастер дубляжа.
Похоронен на Вышеградском кладбище в Праге.

## Избранная фильмография
- 1983 — Летающий Честмир (сериал) / Létající Čestmír
- 1979 — Тайна стального города /  Tajemství ocelového mesta
- 1979 — Принц и Вечерняя Звезда —  трактирщик
- 1979 — Арабелла (телесериал) — профессор
- 1977 — Что, если поесть шпината / Což takhle dát si špenát — Мленек
- 1976 — Бурлящее вино / Bouřlivé víno — Станислав Гоука
- 1975 — «Портниха» женится / Dva muzi hlásí príchod
- 1975 — Отель «Пацифик» — Панцер (озвучание — Мариуш Дмоховский)
- 1975 — Мать / Matka
- 1974—1979 — Тридцать случаев майора Земана
- 1974 — Как утопить доктора Мрачека — Альберт Бах
- 1973 — Дни предательства / Dny zrady
- 1970 — На комете / Na kometě
- 1970 — Молот ведьм — Войтех Виклер, декан
- 1970 — Пан, вы вдова — генерал Отис
- 1970 — На комете / Na kometě — испанский консул
- 1968 — Марафон / Maratón — Матыш
- 1967 — Строго засекреченные премьеры / Přísně tajné premiéry — Франтишек Ех
- 1967 — Ночь невесты / Noc nevesty — Алоиз
- 1967 — Дита Саксова / Dita Saxová — немец
- 1966 — Похищенный дирижабль / Ukradená vzducholoď — Финдейс
- 1966 — Люди из фургонов / Lidé z maringotek  — директор цирка
- 1966 — Кто хочет убить Джесси? / Kdo chce zabít Jessii?
- 1965 — Белая пани / Bílá paní — Томашек, референт
- 1964 — Хроника шута — вахмистр
- 1964 — Звезда по имени Полынь — Клозберг
- 1964 — Обвиняемый / Obzalovany
- 1964 — Комедия с дверной ручкой / Komedie s Klikou — Клика-старший (озвучание — Григорий Шпигель)
- 1964 — Ковёр и мошенник / Cintamani & podvodník
- 1964 — ...а пятый всадник – Страх / …a páty jezdec je Strach — доктор Эмиль Вьенер
- 1962 — Оранжевая луна / Oranžový měsíc
- 1962 — Эшелон из рая — Марбулштауб
- 1961 — Дьявольская западня / Dablova past
- 1960 — Белая пряжка — капитан Хладек (дублировал — Алексей Задачин)
- 1957 — Бомба / Bomba